# Инъективное метрическое пространство
Инъективное метрическое пространство — метрическое пространство, обладающее определёнными свойствами; такими пространствами являются вещественная прямая, все метрические деревья, {\displaystyle L^{\infty }} и другие.

## Определение
Полное геодезическое метрическое пространство {\displaystyle X} называется инъективным (или гипервыпуклым), если произвольное семейство шаров в {\displaystyle X} имеет общую точку, если любые два шара в этом семействе пересекаются.

### Связанные определения
- Пространство {\displaystyle X} называется {\displaystyle n}-гипервыпуклым если любое семейство из {\displaystyle n} закнутых шаров {\displaystyle {\bar {B}}[x_{i},r_{i}]} таких, что {\displaystyle r_{i}+r_{j}\geq |x_{i}-x_{j}|_{X}} имеет общую точку.
  - {\displaystyle 2}-гипервыпуклое пространство также называется выпуклым.
- Пространство {\displaystyle X} называется конечно или счётно гипервыпуклым если тоже условие выполняется для любого конечного (соответственно счётного) семейства шаров.

## Примеры
- Вещественная прямая, а также любой замкнутый интервал инъективвен.
- Пространство ограниченных функций на любом пространстве с sup-нормой инъективно.
- Любое метрическое дерево инъективно.
- Пространство {\displaystyle \ell ^{1}} является 3-гипервыпуклым, но не 4-гипервыпуклым.
- Пространство Урысона {\displaystyle \mathbb {U} } является конечно гипервыпуклым, но не счётно гипервыпуклым.

## Свойства
- В инъективном пространстве радиус любого множества равен половине его диаметра.
  - Таким образом, инъективные пространства удовлетворяют самой сильной форме теоремы Юнга.
- Инъективное пространство является полным.
- Любое короткое отображение инъективного пространства конечного диаметра в себя фиксирует точку.
- Метрическое пространство является инъективным тогда и только тогда, когда оно является инъективным объектом в категории метрических пространств и коротких отображений по отношению к экстремальным мономорфизмам.
  - Иначе говоря, пространство {\displaystyle X} является инъективным, если для любого короткого отображения {\displaystyle f\colon A\to X} и изометрического вложения {\displaystyle \phi \colon A\to B} существует короткое отображение {\displaystyle g\colon B\to X} такое, что {\displaystyle f=g\circ \phi }.
- Любое метрическое пространство вкладывается в так называемую инъективную оболочку — минимальное инъективное пространство, содержащее исходное. (Инъективная оболочка аналогична выпуклой оболочке.)
  - Инъективная оболочка данного метрического пространства определяется однозначно с точностью до изометрии, коммутирующей с вложением.
- Конечно гипервыпуклое ограниченно компактное пространство инъетивно.
- Полное 4-гипервыпуклое пространство конечно гипервыпукло.[1]